# John Edwards Hill
Pour les articles homonymes, voir Hill et John Hill (homonymie).
John Edwards Hill (11 juin 1928 - 6 mai 1997) est un zoologiste britannique ayant travaillé en mammalogie et notamment dans le département concernant cette discipline au British Museum.